# Svend Kornbeck
Svend Kornbeck, född 3 juli 1869, död 30 oktober 1933, var en dansk skådespelare. Han var gift med skådespelaren Ellen Kornbeck. 

## Filmografi (urval)
- 1918 – Himmelsskeppet
- 1924 – Gösta Berlings saga
- 1927 – Grænsefolket